# 2007 au Tchad
Cet article présente les faits marquants de l'année 2007 au Tchad.

## Évènements
- Jeudi 1er février : à Adré, affrontements entre rebelles tchadiens et l'armée gouvernementale.
- Dimanche 17 juin : la France met en place un pont aérien en vue d'acheminer l'aide humanitaire destinée aux camps de réfugiés installés dans l'est du Tchad qui se montent à 240 000 personnes originaires du Darfour et à 150 000 tchadiens chassés par les combats et les exactions.
- Jeudi 25 octobre : neuf français dont sept membres de l'ONG l'Arche de Zoé, deux journalistes et les membres d'équipage de l'avion de transport, sont arrêtés à l'aéroport d'Abéché. Ils s'apprêtaient à s'envoler avec 103 enfants pour les remettre à des familles françaises.
- Lundi 29 octobre : un juge d'Abéché inculpe les accusés, membres et accompagnateurs de l'ONG Arche de Zoé, d'enlèvement de mineurs et d'escroquerie.
- Dimanche 4 novembre : les quatre hôtesses de l'air espagnoles et les trois journalistes français inculpés dans l'affaire de l'Arche de Zoé sont libérés après cinq jours de négociations. Le président français Nicolas Sarkozy se rend lui-même à N'Djamena pour aller les chercher et les ramener dans l'avion présidentiel à Madrid et à Paris.
- 26 et 27 novembre :  bataille d'Abou Goulem au Tchad remporté par l'armée nationale tchadienne sur l'opposition.